# 鬼無里中継局
鬼無里中継局（きなさちゅうけいきょく）は、長野県長野市（旧鬼無里村）に置かれているNHK長野FMの中継局である。
2011年7月24日まではアナログテレビの中継局も設置していた。

## 概要
- 所在地：長野県長野市鬼無里日影字樽の上4470-イ（大洞峠山・小川プラネタリウム館北方）

### アナログテレビ放送
| 放送局名        | チャンネル | 空中線電力        | ERP            | 放送対象地域 | 放送区域内世帯数 |
| NHK長野総合     | 4ch        | 映像3W /音声0.75W | 映像-W /音声-W | 長野県       | -                |
| NHK長野教育     | 6ch        | 映像3W /音声0.75W | 映像-W /音声-W | 全国         | -                |
| SBC信越放送     | 45ch       | 映像10W /音声2.5W | 映像-W /音声-W | 長野県       | -                |
| NBS長野放送     | 47ch       | 映像10W /音声2.5W | 映像-W /音声-W | 長野県       | -                |
| TSBテレビ信州   | 49ch       | 映像10W /音声2.5W | 映像-W /音声-W | 長野県       | -                |
| abn長野朝日放送 | 51ch       | 映像10W /音声2.5W | 映像-W /音声-W | 長野県       | -                |

### FMラジオ
| 放送局名  | 周波数  | 空中線電力 | ERP | 放送対象地域 | 放送区域内世帯数 |
| NHK長野FM | 89.8MHz | 1W         | -W  | 長野県       | -                |

## デジタル放送について
- 美ヶ原送信所もしくは大町テレビ中継局の受信、もしくはケーブルテレビの加入をする事になる[1]。
- そのため、2011年7月24日をもってテレビ中継局は廃局となった。